# مدارس ديترويت الحكومية

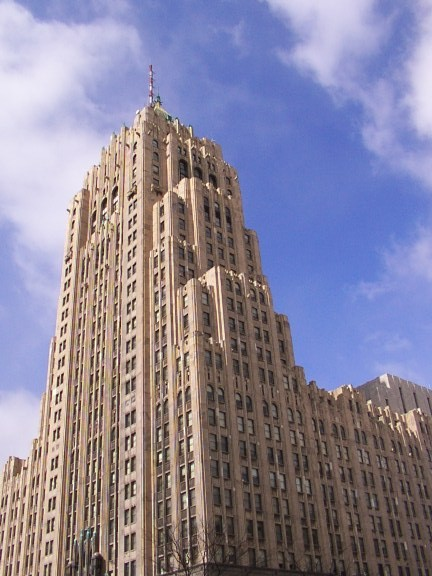
DPS is headquartered in the Fisher Building in New Center

مدارس ديترويت الحكومية (بالإنجليزية: Detroit Public Schools, DPS)‏ هي منطقة تعليمية تشمل مدينة ديترويت في ولاية ميشيغان. وقد بلغ تعداد الطلاب 84,000 (2010 - 11)